# 东师古村
东师古村是中华人民共和国山东省临沂市沂南县双堠镇营后村的一个自然村村庄。位于镇驻地西北部五公里处，国道205和京沪高速公路之间。當地是陳光誠的家鄉。